# سكوت درو
سكوت درو (بالإنجليزية: Scott Drew)‏ هو مدرب كرة سلة أمريكي، ولد في 23 أكتوبر 1970 في كانساس سيتي في الولايات المتحدة.

## روابط خارجية
- سكوت درو على موقع كلية كرة السلة في سبورتس رفرنس.كوم (الإنجليزية)